# Silenen
Silenen (toponimo tedesco; in romancio Silauna, desueto) è un comune svizzero di 2 045 abitanti del Canton Uri.

## Monumenti e luoghi d'interesse

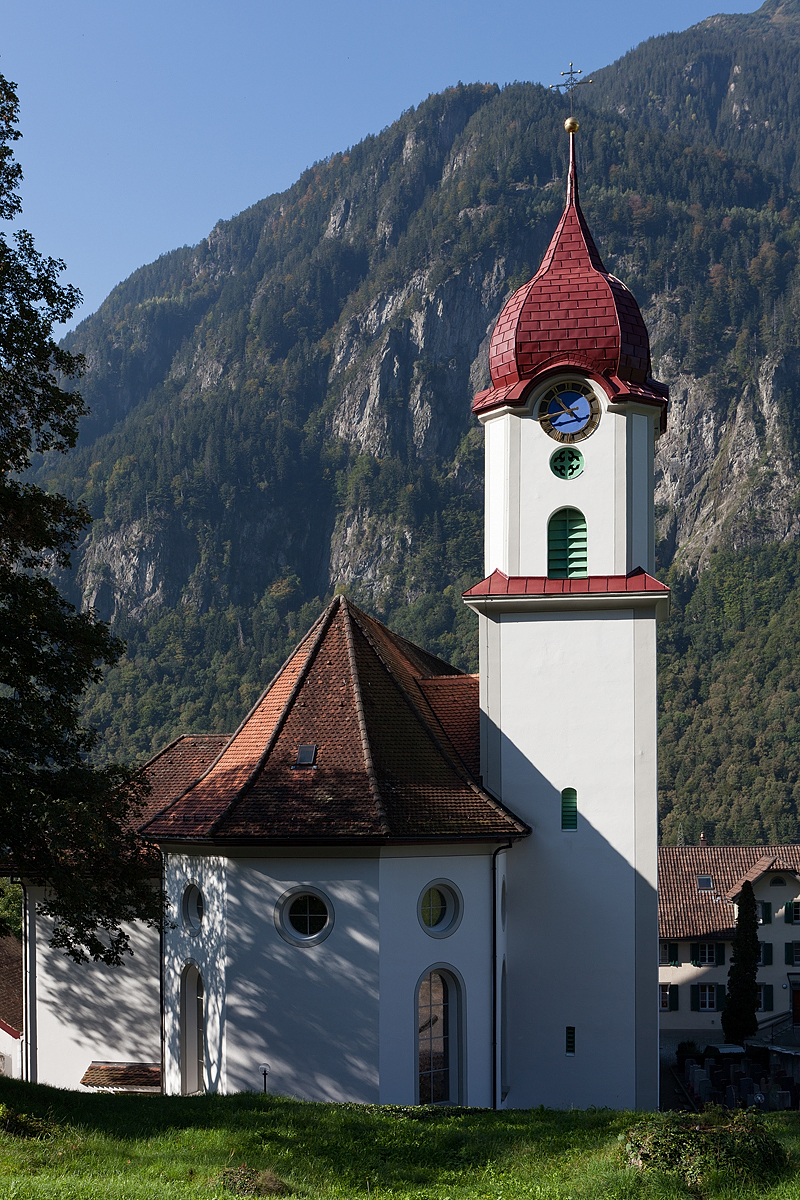
La chiesa di Sant'Albino

- Chiesa parrocchiale cattolica di Sant'Albino, eretta nel VII secolo, ricostruita nel 1754-1756[1].

## Società

### Evoluzione demografica
L'evoluzione demografica è riportata nella seguente tabella (fino al 1799 con Gurtnellen):
Abitanti censiti

## Amministrazione
Ogni famiglia originaria del luogo fa parte del cosiddetto comune patriziale e ha la responsabilità della manutenzione di ogni bene ricadente all'interno dei confini del comune.